# Allen Johnson
Allen Kenneth Johnson (* 1. března 1971 Washington, D.C.) je bývalý americký atlet, překážkář, olympijský vítěz z roku 1996 v Atlantě a čtyřnásobný mistr světa z let 1995, 1997, 2001 a 2003. Na MS v Helsinkách v roce 2005 získal ještě bronzovou medaili. Patří k nejlepším překážkářům atletické historie. Jeho osobním rekordem je dvakrát zaběhnutý čas 12,92 sekundy.

## Osobní rekordy

#### Hala
- běh na 60 metrů – 6,62 s – 3. únor 1998, Madrid
- běh na 200 metrů – 21,52 s – 18. leden 1997, Blacksburg
- běh na 60 metrů překážek – 7,36 s – 6. březen 2004, Budapešť

Venku
- běh na 100 metrů – 10,41 s – 12. červen 1999, Raleigh
- běh na 200 metrů – 20,26 s – 7. červenec 1997, Stockholm
- běh na 110 metrů překážek – 12,92 s – 23. červen 1996, Atlanta